# Mirce Opeloski
Mirce Opeloski, född 1955, är jugoslavisk/svensk kampsportare. 
Mirce Opeloski började träna karate 1970 i sin hemstad Skopje i Nordmakedonien i dåvarande Jugoslavien. 1976 blev han uttagen till det Jugoslaviska juniorlandslaget och från och med 1978 fram till 1985 var han med i det Jugoslaviska seniorlandslaget, ett landslag som rankades som ett av de 3 starkaste i Europa och ett av de 5 starkaste i världen. Taiji Kase var under denna period teknisk rådgivare åt det Jugoslaviska landslaget vilket gav Mirce Opeloski ett flertal tillfällen att träna med honom.
1985 flyttar Sensei Mirce till Sverige och redan 1986 startar han en klubb i Sverige, Malmö Karate–Do Shotokan Klubb. 1988 blir Opeloski assisterande instruktör åt Taiji Kase och de sprider tillsammans, Kase-Ha stilen över Europa och Sydafrika. Sensei Mirce är med och grundar W.K.S.A (World Karate-Do Shotokan Academy) samt den som grundar W.K.S.A-Sverige och W.K.S.A-Sydafrika där han blir chefsinstruktör.
Efter Shihan Taiji Kase bortgång fortsatte Mirce Opeloski som oberoende och självständig instruktör att sprida Kase-Ha Shotokan karate-do runt om i Europa och världen. Mirce är författare till boken "Kompendium" som översatts till flertal språk.
Mirce Opeloski är ledare för intresseorganisationen Shoto Mushin Kai Kase-ha Karate-do som följer och utvecklar vidare det Taiji Kase en gång startade.